# Michele De Rosa
Michele De Rosa (ur. 17 listopada 1940 w Acerno) – włoski duchowny katolicki, biskup Cerreto Sannita-Telese-Sant’Agata de’ Goti w latach 1998-2016.
Święcenia kapłańskie otrzymał 29 czerwca 1964.